# اچ‌ام‌اس پولشام (ام۲۷۹۲)
اچ‌ام‌اس پولشام (ام۲۷۹۲) (به انگلیسی: HMS Polsham (M2792)) یک کشتی بود. این کشتی در سال ۱۹۵۸ ساخته شد.